# Referendum w Polsce w 2003 roku

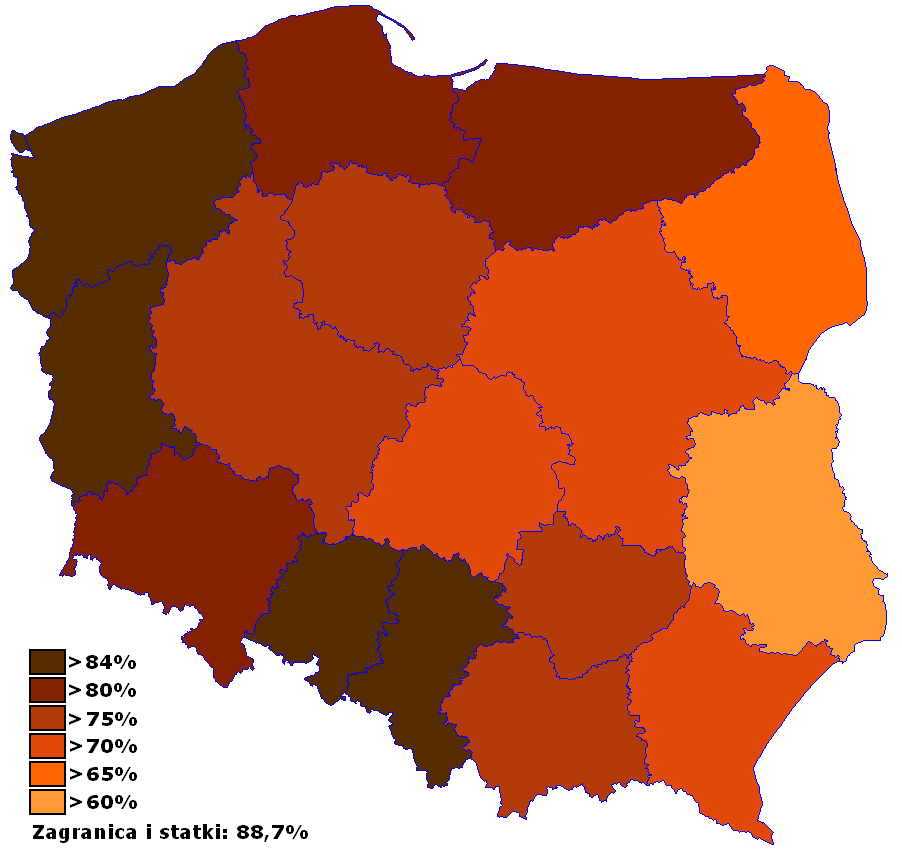
% głosów Tak w poszczególnych województwach

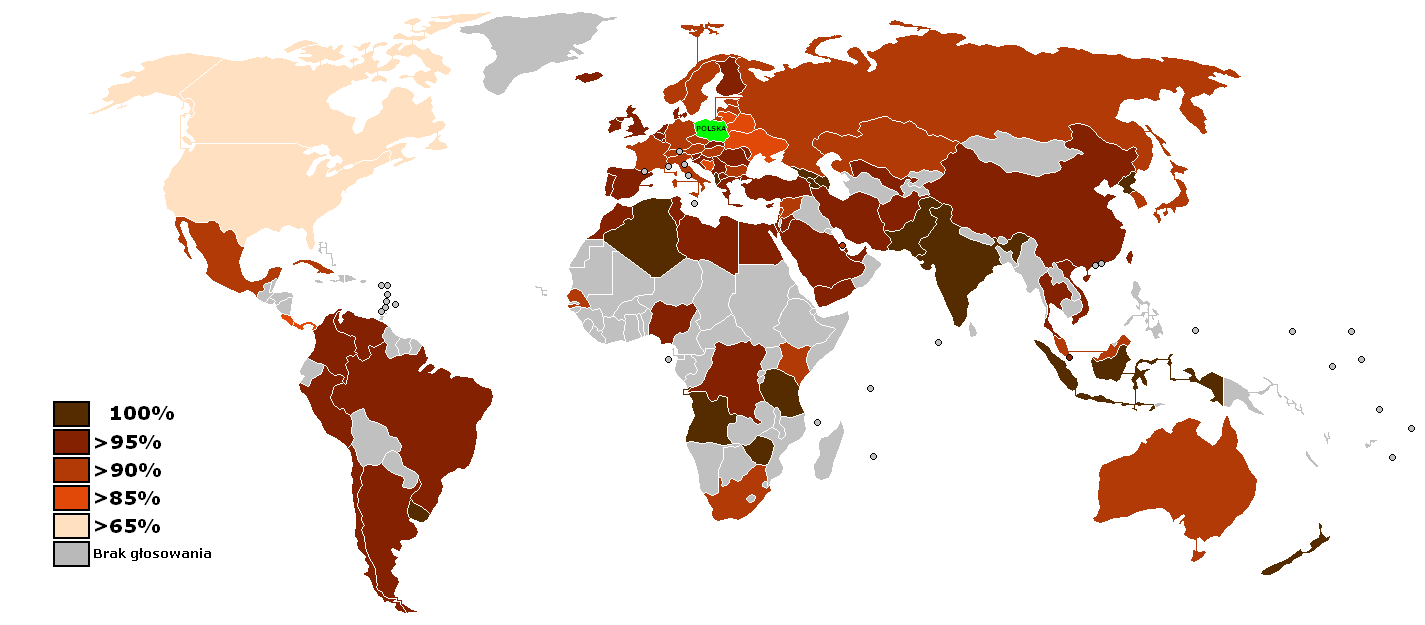
Głosowanie za granicą: % głosów Tak

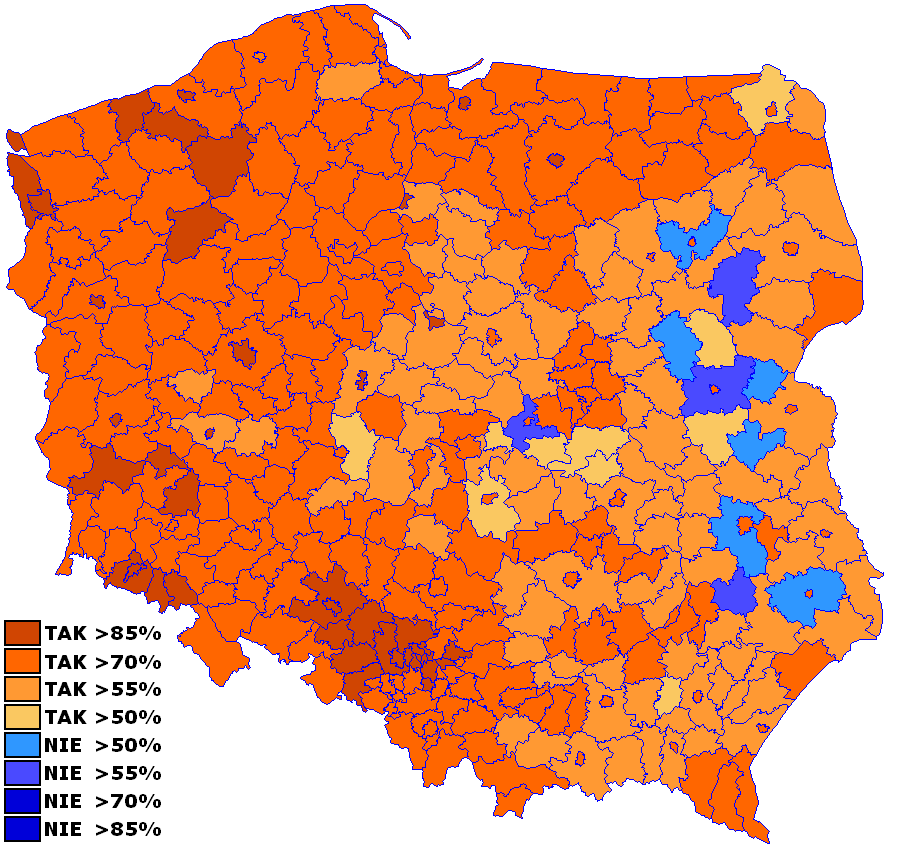
Wyniki w poszczególnych powiatach

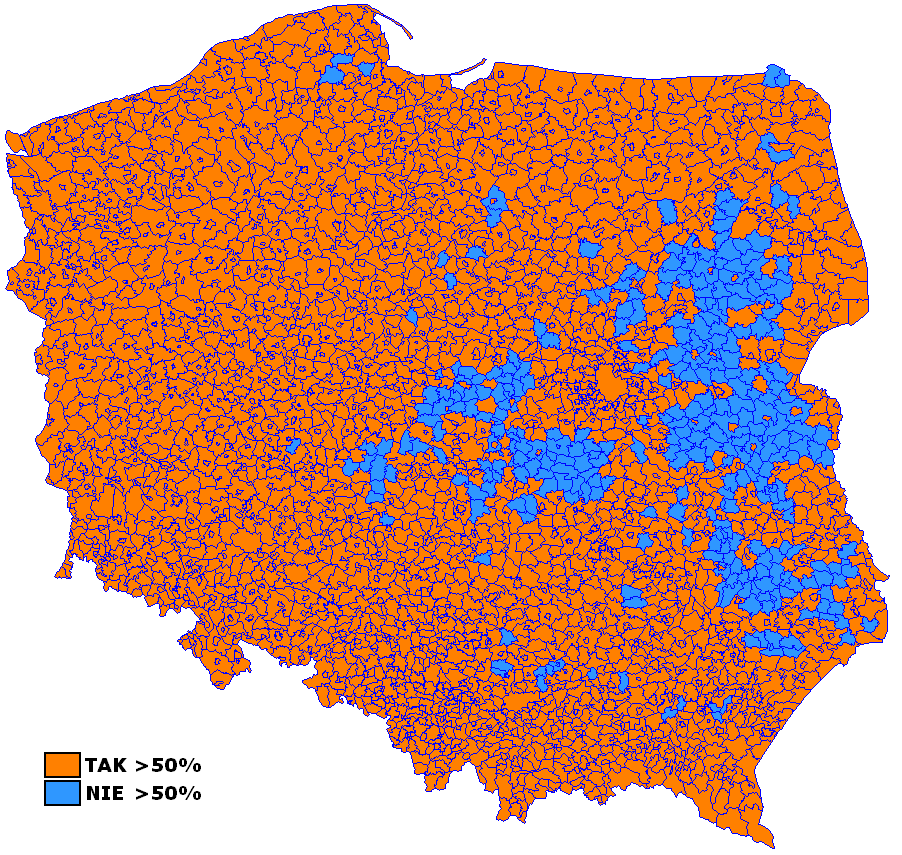
Wyniki w poszczególnych gminach

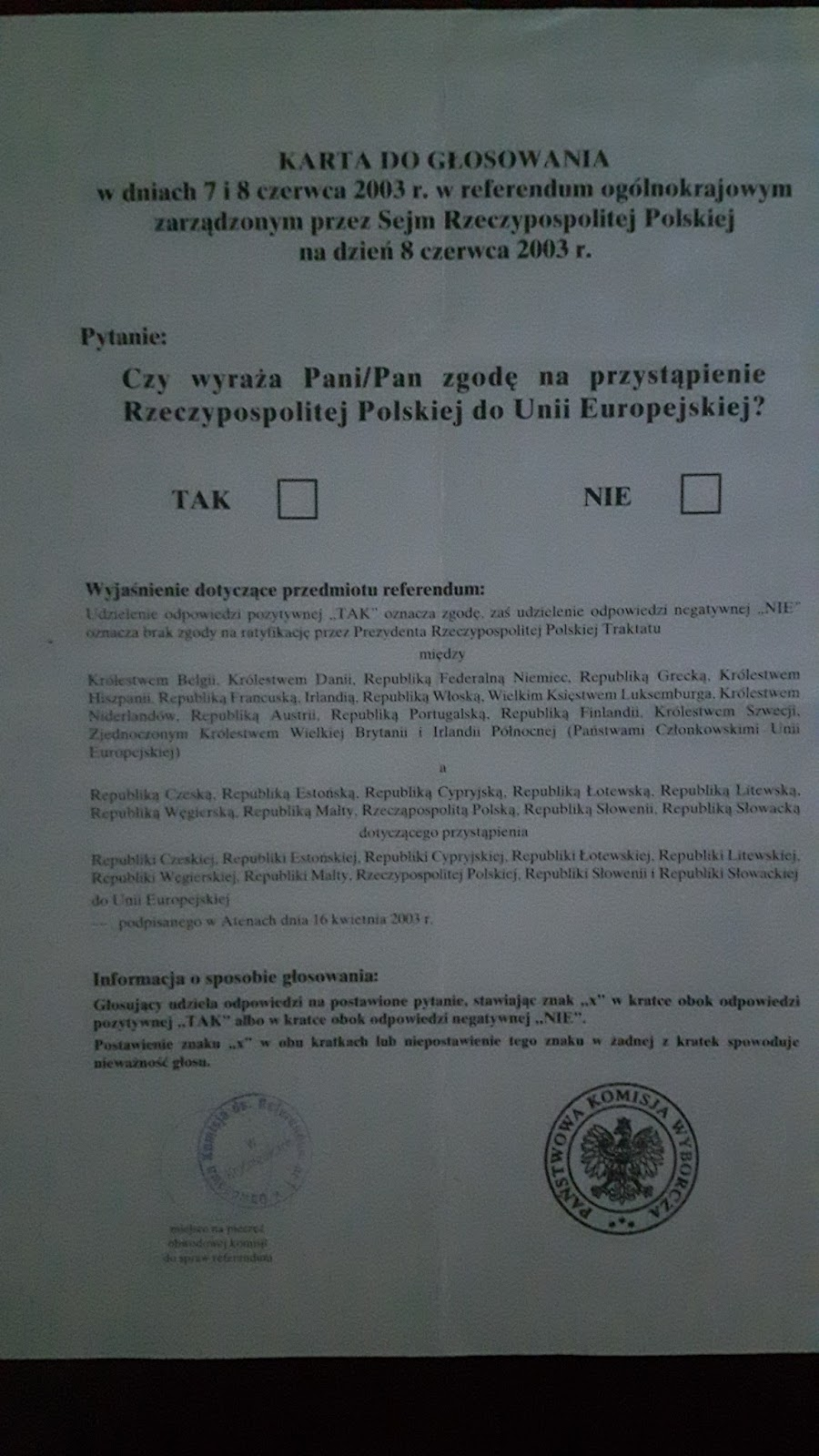
Karta do głosowania używana w referendum z 2003 roku.

Ogólnokrajowe referendum w sprawie wyrażenia zgody na ratyfikację Traktatu dotyczącego przystąpienia Rzeczypospolitej Polskiej do Unii Europejskiej (tzw. referendum europejskie bądź akcesyjne) – referendum ogólnokrajowe w sprawie przystąpienia Polski do Unii Europejskiej i ratyfikacji traktatu ateńskiego, trwało dwa dni – 7 i 8 czerwca 2003.
Polacy odpowiadali na następujące pytanie:

Czy wyraża Pani / Pan zgodę na przystąpienie Rzeczypospolitej Polskiej do Unii Europejskiej?

## Prareferendum
27 kwietnia 2003 Ośrodek Badań Wyborczych zorganizował prareferendum w Prudniku. 81% głosujących mieszkańców Prudnika opowiedziało się za przystąpieniem do Unii. Kolejne prareferendum przeprowadzono 25 maja 2003 w Głuchołazach, gdzie za wejściem do Unii opowiedziało się 86% głosujących.

## Wyniki
Poniższe dane podano na podstawie obwieszczenia Państwowej Komisji Wyborczej z 9 czerwca 2003 i 21 lipca 2003.

### Pytanie
Przystąpienie Rzeczypospolitej Polskiej do Unii Europejskiej
| Odpowiedź           | Głosów     | Głosów |
| Odpowiedź           | Liczba     | %      |
| ------------------- | ---------- | ------ |
| TAK                 | 13 514 872 | 77,45  |
| NIE                 | 3 935 655  | 22,55  |
| Głosy ważne         | 17 450 527 | 99,28  |
| Głosy nieważne      | 126 187    | 0,72   |
| Razem               | 17 576 714 | 100,00 |
| Frekwencja          | 58,85      | 58,85  |
| Frekwencja wymagana | 50,00      | 50,00  |

|                     | Pytanie  | Pytanie | Pytanie | Pytanie | Frekwencja | Frekwencja |
| Województwo         | TAK#     | TAK%    | NIE#    | NIE%    | #          | %          |
| ------------------- | -------- | ------- | ------- | ------- | ---------- | ---------- |
| dolnośląskie        | 1155092  | 83,66%  | 225555  | 16,34%  | 1388686    | 60,18%     |
| kujawsko-pomorskie  | 711520   | 77,11%  | 211268  | 22,89%  | 929397     | 57,90%     |
| lubelskie           | 596715   | 63,25%  | 346661  | 36,75%  | 951838     | 55,45%     |
| lubuskie            | 380909   | 84,02%  | 72453   | 15,98%  | 456354     | 58,21%     |
| łódzkie             | 844870   | 71,34%  | 339488  | 28,66%  | 1194200    | 57,70%     |
| małopolskie         | 1121202  | 76,15%  | 351087  | 23,85%  | 1472289    | 59,91%     |
| mazowieckie         | 1834764  | 74,70%  | 621541  | 25,30%  | 2474290    | 60,48%     |
| opolskie            | 378649   | 84,88%  | 67453   | 15,12%  | 449437     | 54,56%     |
| podkarpackie        | 634715   | 70,08%  | 270956  | 29,92%  | 913045     | 57,32%     |
| podlaskie           | 333656   | 68,63%  | 152503  | 31,37%  | 490008     | 52,71%     |
| pomorskie           | 842147   | 80,25%  | 207322  | 19,75%  | 1055602    | 62,79%     |
| śląskie             | 1927221  | 84,51%  | 353184  | 15,49%  | 2294120    | 61,40%     |
| świętokrzyskie      | 403198   | 75,76%  | 129035  | 24,24%  | 536941     | 52,14%     |
| warmińsko-mazurskie | 490099   | 81,72%  | 109610  | 18,28%  | 605366     | 54,73%     |
| wielkopolskie       | 1201760  | 77,13%  | 356386  | 22,87%  | 1570042    | 60,99%     |
| zachodniopomorskie  | 658355   | 84,46%  | 121153  | 15,54%  | 784287     | 58,48%     |
| Polska              | 13514872 | 77,45%  | 3935655 | 22,55%  | 17576714   | 58,85%     |

Sąd Najwyższy uznał referendum za ważne. Wynik referendum był wiążący, gdyż w referendum wzięła udział więcej niż połowa uprawnionych do głosowania obywateli. Większość głosujących opowiedziała się za przystąpieniem Polski do Unii Europejskiej.

## Statystyki lokalne
Największe poparcie dla integracji (prawie 90% oddanych głosów ważnych) zanotowano w gminach w woj. zachodniopomorskim, lubuskim, śląskim, dolnośląskim oraz w dużych miastach Polski zachodniej i centralnej. Procentowo najwięcej głosów za integracją było w gminie Gozdnica (91%) w powiecie żagańskim. Najwięcej jeżeli chodzi o liczbę padło w Warszawie (ponad 781 tysięcy, czyli 84%). Najmniejsze poparcie dla członkostwa w UE było w województwach podlaskim i lubelskim. Najwięcej głosów na „nie” padło w gminie Godziszów (woj. lubelskie), gdzie przeciwko integracji z Unią Europejską zagłosowało 88% wyborców.

## Koszty przeprowadzenia referendum
Referendum kosztowało 82 279 418 zł.

## Zwolennicy i przeciwnicy
Referendum było swojego rodzaju zwycięstwem partii proeuropejskich, w tym rządzącej ówcześnie lewicy, czyli SLD i UP. Udało się przekonać do wstąpienia do UE ponad 3/4 głosujących. Integrację popierały też takie partie jak Unia Wolności, Polskie Stronnictwo Ludowe, Platforma Obywatelska, Prawo i Sprawiedliwość i Zieloni 2004. Przeciwnikami byli Liga Polskich Rodzin, Unia Polityki Realnej oraz Samoobrona Rzeczpospolitej Polskiej. W czasie wyborów do Parlamentu Europejskiego rok później, zainteresowanie społeczeństwa, a w rezultacie i frekwencja przy urnach, były znacznie niższe.